# Hartvig Jarlhov
Kjell Hartvig Jean Jarlhov, född 17 mars 1919 i Malmö, död 23 januari 1998 i Malmö S:t Pauli församling, var en svensk målare.
Jarlhov var som konstnär autodidakt. Hans konst består av landskap och gatumotiv från Orienten, Nordafrika, Norge och Skåne, samt blomsterstilleben. Jarlhov är gravsatt i minneslunden på Sankt Pauli mellersta kyrkogård i Malmö.